# جوتشلك
هانس لودوغ جوتشلك (بالألمانية: Hans Ludwig Gottschalk)‏ ( 1904 - 1981 م ) هو مستشرق ألماني، يهودي الديانة، متخصص في تاريخ مصر في عهد الأيوبيين.
من آثاره كتاب: «الملك الكامل وعصره» (فيزبادن سنة 1958، في 256 ص).